# Israel Broadcasting Authority
A Autoridade de Radiodifusão de Israel (em hebraico: רָשׁוּת השׁידוּר, Rashùt Ha-Shidúr; em inglês: Israel Broadcasting Authority, IBA) foi uma televisão pública de Israel de 1948 a 2017 quando foi sucedido pela Corporação Israelita de Radiodifusão Pública (IPCB). O canal foi membro ativo da União Europeia de Radiodifusão (EBU), e responsável pela presença do seu país na Eurovisão.
Transmissões de televisão começaram em 2 de maio de 1968, enquanto que televisões a cores iniciaram em 23 de fevereiro de 1983, apesar de transmissões a cores já terem ocorrido algumas vezes, como o Festival Eurovisão da Canção 1979 e a visita do presidente egípcio Anwar Sadat em 1977.
Em 2014, o gabinete israelense aprovou reformas que fariam com que a IBA fosse fechada e um novo órgão de radiodifusão pública tomasse seu lugar, operando três canais televisivos separados: um hebraico, um árabe e um canal infantil. Além disso, o imposto de televisão cobrado de todos os israelenses que possuem televisores para apoiar a IBA deveria ser abolido até março de 2015. No entanto, essa reforma não avançou como planejado originalmente e a data-alvo foi estendida para 2018.
Em 9 de maio de 2017, duas horas antes de transmitir de "Mabat LaHadashot", a equipe foi informada de que essa seria a última transmissão. Enquanto isso, em 13 de maio, ocorreu a última transmissão do Canal 1 que foi a final Festival Eurovisão da Canção 2017, em que Israel foi um dos finalistas.
Já a última transmissão da IBA foi uma transmissão de rádio do programa Progressive and Other Animals na 88FM em 14 de maio, apresentado por Boaz Cohen. A última música a ser transmitida foi "Shine On You Crazy Diamond", da banda Pink Floyd.
1. ↑  Shechnik, Ran (26 de julho de 2016). «New broadcasting corporation to begin April 2017». Ynetnews (em inglês). Consultado em 28 de dezembro de 2024
2. ↑  Wootliff, Raoul. «State seeks further delay in launch of new public broadcaster». www.timesofisrael.com (em inglês). Consultado em 28 de dezembro de 2024
3. ↑  Tucker, Nati. «Israel's new public broadcasting era begins on Monday after three years of political wars». Haaretz.com (em inglês). Consultado em 28 de dezembro de 2024
4. ↑  Dónzis, Aron. «Israel's TV tax to end in 2015». www.timesofisrael.com (em inglês). Consultado em 28 de dezembro de 2024
5. ↑  Berger, Robert (10 de maio de 2017). «Public broadcasters reduced to tears over sudden shutdown». CBS News. Consultado em 28 de dezembro de 2024
6. ↑  Laufer, Gil (10 de maio de 2017). «Israel: National broadcaster IBA is officially shut down». ESC Today. Consultado em 28 de dezembro de 2024